# Maziczka
Maziczka (Madia Molina) – rodzaj roślin z rodziny astrowatych (Asteraceae). Obejmuje 11 gatunków. Rośliny te rosną w północnej i zachodniej części Ameryki Północnej oraz w południowej części Ameryki Południowej (w Chile i Argentynie). Poza tym jako introdukowane rosną w różnych krajach Europy, w Australii i na Hawajach. Występują w siedliskach nasłonecznionych i suchych, także na przydrożach.
Madia elegans bywa uprawiana jako roślina ozdobna. Owoce tego gatunku stanowiły podstawowe źródło pożywienia dla plemion Indian Ameryki Północnej zamieszkujących wybrzeża Pacyfiku w rejonie współczesnej Kalifornii (istotne były zwłaszcza dla Miwoków). Z nasion maziczki siewnej, uprawianej także w Europie, pozyskuje się olej stanowiący substytut oleju oliwkowego. 
Naukowa nazwa rodzajowa powstała z nazwy zwyczajowej roślin tego rodzaju używanej w Chile.

## Morfologia
PokrójRośliny jednoroczne o prosto wzniesionych pędach, osiągające od kilku cm do 2,5 m wysokości.
LiściePierwsze liście naprzeciwległe i często skupione w rozetę przyziemną, ale w czasie kwitnienia większość liści rozmieszczona jest wzdłuż łodygi, przy czym w części szczytowej wyrastają skrętolegle. Blaszki są lancetowate do równowąskich, zwykle całobrzegie, rzadziej ząbkowane. Z obu stron liście są sztywno, szczecinkowato owłosione, poza tym zwykle są także ogruczolone.
KwiatyZebrane w koszyczki tworzące kwiatostany złożone w postaci podbaldachów, baldachogron, gron, kłosów lub skupione są w pęczkach. Okrywy są urnowate, jajowate, kulistawe i elipsoidalne o średnicy od 1 do ponad 10 mm. Listków okrywy brak lub są w liczbie od jednego do 22 i wówczas wyrastają w jednym rzędzie. Zwykle są lancetowate i owłosione, często też są ogruczolone. Dno kwiatostanu jest płaskie lub wypukłe, nagie lub szczecinkowate, z plewinkami. Kwiaty zewnętrzne językowate występują w liczbie od jednego do 22, czasem ich brak zupełnie u M. glomerata. Kwiaty te są płodne, żeńskie, zwykle żółte, czasem z ciemniejszą, kasztanową lub czerwoną nasadą. Wewnętrzne kwiaty w koszyczku są obupłciowe (czasem są funkcjonalnie męskie) i płodne, jest ich od kilku do kilkudziesięciu. Ich korony są żółte, czasem fioletowe, zakończone są 5 trójkątnymi łatkami.
OwoceNiełupki walcowate lub trójkanciaste, bez puchu kielichowego.

## Systematyka
Pozycja systematyczna
Rodzaj z plemienia Madieae z podrodziny Asteroideae w obrębie rodziny astrowatych Asteraceae. 
Wykaz gatunków
- Madia anomala Greene
- Madia chilensis Reiche
- Madia citrigracilis D.D.Keck
- Madia citriodora Greene
- Madia elegans D.Don
- Madia exigua (Sm.) Greene
- Madia glomerata Hook.
- Madia gracilis (Sm.) D.D.Keck & J.C.Clausen ex Applegate
- Madia radiata Kellogg
- Madia sativa Molina – maziczka siewna
- Madia subspicata D.D.Keck